# Christian Béguerie
Pour les articles homonymes, voir Béguerie.
Pas d'image ? Cliquez ici

a Compétitions nationales et continentales officielles uniquement.

b Matchs officiels uniquement.
Dernière mise à jour le 24 janvier 2025.
Christian Béguerie, né le 26 juillet 1955 à Layrac (Lot-et-Garonne), et mort le 5 janvier 2024 à Agen, est un joueur français de rugby à XV.

## Biographie
Christian Béguerie  joue avec l'équipe de France et le SU Agen, au poste de troisième ligne. 
Il a disputé un test match le 7 juillet 1979 contre l'équipe de Nouvelle-Zélande, et plusieurs autres matchs avec le XV de France, ainsi que plusieurs tournées (Japon, Canada, Jeux Méditerranéens, ...).

## Palmarès
- Médaille d'or aux jeux méditerranéens

### En club
- Vainqueur du Championnat de France en 1982.
- Finaliste du Championnat de France en 1984.
- Vainqueur du Challenge Yves du Manoir en 1983.

### En équipe nationale
- Sélections en équipe nationale : 1 (+ 5 non officielles)